# シュレーディンガーの猫
シュレーディンガーの猫（シュレーディンガーのねこ、シュレディンガーの猫とも、英: Schrödinger's cat）は、1935年にオーストリアの物理学者エルヴィン・シュレーディンガーが発表した、猫を使った思考実験。この思考実験は、物理学的実在の量子力学的記述が不完全であると説明するために用いられた。
シュレーディンガーは、EPR論文を補足する論文の中で、観測されない限り重ね合わせであるとして記述すると、巨視系の状態が"状態見分けの原理"（巨視的な観測をすれば区別できる巨視系の諸状態は、観測の有無にかかわらず区別できるとする原理）を満たさないことを示す具体例として、この思考実験を用いた。

## 前史・背景
ニュートン以来の古典物理学においては、「最初の条件さえ決まれば、以後の物質の状態や運動はすべて確定される」と考えられている（決定論）。量子論の場合、物理法則を決定論的にするには隠れた変数の存在が必要である。
19世紀末から20世紀初頭に始まった量子論ないし量子力学は、確率的に可観測量を計算する行列力学から始まった。一方、ルイ・ド・ブロイはド・ブロイ波（物質波）を提唱し、エルヴィン・シュレーディンガーが物質波を定式化したシュレーディンガー方程式（波動関数）を導出した。シュレーディンガーは確率に頼らない波動一元論に固執し、霧箱における粒子状の電子等は波動関数が一点に凝集した状態であると主張した。しかし、行列力学に対する波動力学の優位性は認められたものの、一点に凝集する波動関数は極めて特殊な状態でしか発生せず、かつ、短時間で広がってしまうことがヴェルナー・ハイゼンベルクによって証明され、波動一元論の実現には至らなかった。
マックス・ボルンは波動関数は可観測量を確率的に決める知識にすぎないとする確率解釈を発表した。それに対して、ハイゼンベルクは実験結果と整合させるためには、波動関数は何らかの実在でなければならないとした。1927年にハイゼンベルクが不確定性原理を発表するなど、確率的な性質が根源的原理であるのかどうかについて、その後も量子物理学者たちの様々な議論があった。
こうした情勢の中でジョン・フォン・ノイマンは自著『量子力学の数学的基礎』において、計算上で観測時に観測結果を選びとる射影公準を提唱し、隠れた変数理論の否定的証明を行い（ノイマンのNO-GO定理）、実験系から観測者まで全体を式で記述することが可能で（ノイマン鎖）、「科学的世界観にとって基本的な要請」である物心並行論を満足するには実験系と測定側の境界をどこにでも置けなければならないとした。
しかし、射影公準、隠れた変数理論の否定、ノイマン鎖における境界をどこにでも置ける(収縮がどの段階で起きるのかが明確でない)ことを前提とすると、奇妙な現象を認めなければならなくなる。1935年にアルベルト・アインシュタイン、ボリス・ポドルスキー、ネイサン・ローゼンが発表したアインシュタイン＝ポドルスキー＝ローゼンのパラドックスの思考実験や、俗に「シュレーディンガーの猫」と呼ばれる1935年にシュレーディンガーが発表した思考実験がそのことを指摘した。

## 猫の生死に関する思考実験

「シュレーディンガーの猫」のイメージ図

1935年、シュレーディンガーはドイツ科学誌上で論文『量子力学の現状について』を発表し、射影公準における収縮がどの段階で起きるのかが明確でないことによって引き起こされる矛盾を示した。
猫と放射性元素のある密閉した鋼鉄の箱の中で、放射性元素の1時間あたりの原子の放射性崩壊確率を50％とし、ガイガー計数管が原子崩壊を検知すると電気的に猫が殺される仕掛けにすると、1時間経過時点における原子の状態を表す関数は
｜原子の状態｜＝｜放射線を放出した｜+｜放射線を放出していない｜
という二つの状態の50％ずつの重ね合わせによって表される。その結果、計算上は、猫の生死も、
｜箱の中の状態｜＝｜（放射線が放出されたので）猫が死んでいる｜+｜（放射線が放出されていないので）猫は生きている｜
という50％ずつの重ね合わせとして記述される。
ノイマン鎖における境界をどこにでも置ける(収縮がどの段階で起きるのかが明確でない)ことを前提とすると、境界を猫よりも観測者側に設定することも可能であり、その場合、ミクロの状態が猫に干渉する時点では猫の生死が確定しないため、現実的現象として猫が死んでいる状態と生きている状態の重ね合わせを認めなければならなくなる。
これは「巨視的な観測をする場合には､明確に区別して認識される巨視的な系の諸状態は､観測がされていてもいなくても区別される」という“状態見分けの原理”と矛盾する。シュレーディンガーはこのことをもって、量子力学的記述は未完成であると主張した。佐藤は、シュレーディンガーが「ミクロの世界の特殊性」を前提にした量子物理学者たちの説明に対して、「マクロの事象」を展開することによって「量子力学の確率解釈」が誤っていることを証明しようとしたとしている。渡部は、観測問題の解決手段として、観測者の知覚が波束の収縮を引き起こして猫の生死が決定するという解釈への批判がこの思考実験だとしている。

## 考察
観測が行われたとき猫の生死の確率は50%ずつであるが、観測がいつ行われるのか、量子系と観測者の境界はどこなのかについて様々な見解がある。ニールス・ボーアは、観測者によって波動関数の収縮が引き起こされるという考えを用いず、完全に客観的とみなせる測定装置と対象との間の相互作用について論じた。そしてその相互作用の不可逆性を強調した。ボーアにとって、箱が開けられる前から猫は生きているか死んでいるかのどちらかであり、重ね合わせではない。
現場の物理学者はシュレーディンガーの猫のようなことに思い悩むことはないとヒラリー・パトナムは1965年に指摘している。なぜなら現場の物理学者は、量子力学とは別の付加的な仮定として巨視的な可観測量が常に明確な値を保持する原理を受け入れており、この原理を元に測定がいつ起こらなければならないかを導き出しており、その結果として波動関数の収縮は巨視的な重ね合わせが予想される直前に起きるべきとの立場をとる、とパトナムは説明する。

## 解決策

### 特定の解釈に依存しない解決法

#### 量子測定理論
量子系の正確な測定に必須の量子測定理論では、理想測定と見なせる境目(ハイゼンベルク切断)までは観測装置も量子論に従う系の一部として扱い、そこから先の測定系は射影公準により遮断できるとされており、渡部鉄兵は、猫の運命はアルファ粒子とガイガーカウンターの相互作用が終了する時刻に決まるとしている。

### 特定の解釈における解決法

#### 量子デコヒーレンス
デコヒーレンスはミクロでは進行が遅く、かつ、マクロでは進行が速いため、マクロの粒子検出器が反応すると急速にデコヒーレンスが進行して、その時点で猫の生死が確定する。
尚、デコヒーレンスは多世界解釈に導入されており、猫が生きている状態と死んでいる状態の重ね合わせはデコヒーレンスによって異なる世界に分岐したとみなせる。一方の世界の観測者は箱を開けたとき生きている猫を見て、もう一方の世界の観測者は死んだ猫を見る。

#### 隠れた変数理論
隠れた変数理論では、猫の生死は、少なくとも、粒子検出器が反応した時点では決まっている。ただ観測者が隠れた変数を知らないため、不確定性が存在するように見える。

#### 自発的収縮理論
自発的収縮理論では、観測とは無関係に波動関数が収縮する。一つ一つの粒子の状態が収縮するのは非常に稀だが、多数の粒子が集まることで瞬間的に収縮が起きる。そのためマクロな物体の重ね合わせは生じない。猫の思考実験に当てはめると、粒子検知器の時点で波動関数が収縮するため、猫の重ね合わせ状態は生じない。

## 哲学への影響
この思考実験は哲学の次の二つの分野でもしばしば議題に上り、一つは量子力学の解釈問題の議論の前提となる科学的定義に関する科学哲学においてであり、量子力学の理論的枠組みが、従来の科学哲学に基づいた定義にそぐわないことを指摘する上で、この思考実験が引用されている。もう一つは心の哲学において心の因果作用（「物理領域の因果的閉鎖性」参照）を議論するに際して、量子力学の確率過程が問題となってくる場合においてである。

## 大衆文化における登場
シュレーディンガーの猫およびそれをモチーフとした設定やフレーズは、SFのみならず、ミステリを含めた創作に多数登場する。
エルヴィン・シュレーディンガーが発表したのは1935年だが、その後ほとんど論文引用はなく忘れ去られた言葉だった。この言葉が広く一般に周知されたのはSF作家アーシュラ・K・ル＝グウィンによる1972年の短編SF『シュレーディンガーの猫』がきっかけである。彼女は長編SF『所有せざる人々』を書いている際、量子力学について勉強する中でこの言葉を知った 。
2010年代にはフランスの作家フィリップ・フォレストが長編小説『シュレーディンガーの猫を追って』を発表した。
日本における流行については、自作『異次元の館の殺人』で使用している作家芦辺拓が、日本人好みの無常観が背景にあるのではないかと指摘している。
タイムマシンをテーマにしたゲーム『Steins;Gate』においても、主人公が観測した事象が事実として扱われるという設定であり、作中において「シュレーディンガーの猫」の説明がなされる。